# Smash TV (jeu vidéo)
Pour l’article homonyme, voir Smash TV.
Smash TV est un jeu vidéo d'action développé et édité par Williams Electronics Games en 1990 sur borne d'arcade. Le jeu a été porté sur divers supports familiaux à partir de 1991.

## Système de jeu
Le jeu est une parodie d'émission de télévision dans laquelle le candidat doit progresser dans un labyrinthe en affrontant des milliers d'ennemis afin de gagner de l'argent et des cadeaux. Le tout se déroule sous le regard amusé du présentateur et du public.
La progression se fait écran par écran et, pour avancer, le joueur doit éliminer tous les ennemis de l'arène. En mourant, les ennemis laissent tomber de l'argent ou des cadeaux que le joueur peut ramasser pour augmenter son score. Au bout du labyrinthe, un boss attend le joueur.

## Versions
Ocean Software et Acclaim Entertainment ont édité les versions familiales. Le jeu a été adapté sur micro-ordinateurs et consoles Sega par Probe Software. La version Super Nintendo est sortie sous le titre Super Smash TV.
Le jeu a été réédité sur PlayStation (2000, Arcade Party Pak), GameCube, PlayStation 2, Xbox, Windows (2003, Midway Arcade Treasures) et sur Xbox 360 (2005, via le Xbox Live Arcade).